# Црно семе
„Црно семе“ је македонски, југословенски филм из 1971. године. Режирао га је Кирил Ценевски, а сценарио су писали Кирил Ценевски и Ташко Георгијевски.

## Улоге
| Глумац             | Улога            |
| ------------------ | ---------------- |
| Дарко Дамевски     | Андон Совичанов  |
| Ацо Јовановски     | Христос Согломов |
| Ристо Шишков       | Парис            |
| Павле Вуисић       | Маки             |
| Воја Мирић         | Мајор            |
| Мите Грозданов     | Марко            |
| Ненад Милосављевић | Нико             |
| Вукан Диневски     |                  |